# Lebanon, Indiana
Lebanon este o localitate, municipalitate și sediul comitatului Boone, statul Indiana, Statele Unite ale Americii.